# Meoneura perlamellata
Meoneura perlamellata är en tvåvingeart som beskrevs av Willi Hennig 1937. Meoneura perlamellata ingår i släktet Meoneura och familjen kadaverflugor. Inga underarter finns listade i Catalogue of Life.